# Manuel Álvarez Raigada
Manuel Álvarez Raigada (La Bañeza, Castella i Lleó, 1944), és un escriptor castellà resident a Barcelona. Des de ben jove es va aficionar a la fotografia, fins a arribar a instal·lar un laboratori al seu propi domicili. El 1969 va traslladar-se a Barcelona i va començar a compaginar el treball d'Arts Gràfiques amb el de fotografia. Ha col·laborat en nombroses ocasions amb l'Ajuntament de Barcelona i amb la Gran Enciclopèdia Catalana, per la realització de llibres. Té en possessió una vintena de premis fotogràfics i ha exposat en diferents punts d'Espanya.